# Listă de conducători de stat din 1515
1511 - 1512 - 1513 - 1514 - 1515 - 1516 - 1517 - 1518 - 1519
Aceasta este o listă a conducătorilor de stat din anul 1515:

## Europa
- Anglia: Henric al VIII-lea (rege din dinastia Tudor, 1509-1547)
- Astrahan: Hussein ibn Canibek ibn Mahmud Han (han, 1509-1532)
- Austria: Maximilian I (arhiduce din dinastia de Habsburg, 1493-1519; totodată, rege al Germaniei, 1493-1519; ulterior, împărat occidental, 1508-1519)
- Bavaria: Wilhelm al IV-lea (duce din dinastia de Wittelsbach, 1508-1550)
- Brandenburg: Joachim I Nestor (principe elector din dinastia de Hohenzollern, 1499-1535)
- Bretagne: Claude de France (ducesă, 1514-1524) și Francisc (duce din dinastia de Valois, 1514-1524; ulterior, rege al Franței, 1515-1547; ulterior, duce de Milano, 1515-1521, 1524-1525)
- Cehia: Vladislav al II-lea (rege din dinastia Jagiello, 1471-1516; ulterior, rege al Ungariei, 1490-1516)
- Crimeea: Mengli Ghirai I ibn Hadji (han din dinastia Ghiraizilor, 1466-1467?, 1469-1474 sau 1475, 1478 sau 1479-1515) și Muhammad Ghirai I ibn Mengli (han din dinastia Ghiraizilor, 1515-1523)
- Danemarca: Christian al II-lea (rege din dinastia de Oldenburg, 1513-1523; ulterior, rege al Suediei, 1520-1521/1523)
- Ferrara: Alfonso I (duce din casa d'Este, 1505-1534; ulterior, duce de Modena, 1527-1530)
- Florența: Giuliano al II-lea (senior, 1512-1516)
- Franța: Ludovic al XII-lea (rege din dinastia de Valois, 1498-1515; totodată, duce de Bretagne, 1498-1514; ulterior, duce de Milano, 1499-1500, 1500-1512; ulterior, rege al Neapolelui, 1501-1503) și Francisc I (rege din dinastia de Valois, 1515-1547; totodată, duce de Bretagne, 1514-1524; totodată, duce de Milano, 1515-1521, 1524-1525)
- Genova: Ottaviano Fregoso (doge, 1513-1515)
- Germania: Maximilian I (rege din dinastia de Habsburg, 1493-1519; totodată, arhiduce de Austria, 1493-1519; ulterior, împărat occidental, 1508-1519)
- Gruzia: David al VIII-lea (rege din dinastia Bagratizilor, 1505-1524)
- Gruzia, statul Imeretia: Bagrat al II-lea (rege din dinastia Bagratizilor, 1510-1565)
- Imperiul occidental: Maximilian I (împărat din dinastia de Habsburg, 1508-1519; totodată, arhiduce de Austria, 1493-1519; totodată, rege al Germaniei, 1493-1519)
- Imperiul otoman: Selim I cel Aspru (sultan din dinastia Osmană, 1512-1520)
- Kazan: Muhammad-Emin (han, 1487-1496, 1502-1518)
- Lituania: Sigismund I cel Bătrân (mare duce, 1506-1548; toodată, rege al Poloniei, 1506-1548)
- Lorena Superioară: Anton cel Bun (duce din dinastia de Lorena-Vaudemont, 1508-1544)
- Mantova: Francesco al II-lea (marchiz din casa Gonzaga, 1484-1519)
- Milano: Massimiliano (duce din familia Sforza, 1512-1515) și Francisc (duce din dinastia de Valois, 1515-1521, 1524-1525; totodată, duce de Bretagne, 1514-1524; totodată, rege al Franței, 1515-1547)
- Moldova: Bogdan al III-lea cel Chior (domnitor, 1504-1517)
- Monaco: Luciano (senior din casa Grimaldi, 1505-1523)
- Montferrat: Guglielmo al VII-lea (marchiz din dinastia Paleologilor, 1494-1518)
- Moscova: Vasili al III-lea Ivanovici (mare cneaz, 1505-1533)
- Muntenegru: Skanderbeg (principe din dinastia Crnojevic, 1514-1528)
- Navarra: Catherine (regină din casa de Foix, 1483-1517) și Ioan al III-lea (rege, 1484-1516)
- Neapole: Ferdinand Catolicul (rege din dinastia de Castilia, 1504-1516; anterior, rege al Castiliei, 1474-1479; totodată, rege al Spaniei, 1479-1516; totodată, rege al Siciliei, 1479-1516)
- Ordinul teutonic: Albrecht de Hohenzollern (mare maestru, 1511-1525; ulterior, duce de Prusia, 1525-1568)
- Polonia: Sigismund I cel Bătrân (rege din dinastia Jagiello, 1506-1548; totodată, mare duce de Lituania, 1506-1548)
- Portugalia: Manuel I cel Mare (rege din dinastia de Aviz, 1495-1521)
- Reazan: Ivan al VI-lea Ivanovici (mare cneaz, 1500-cca. 1520)
- Savoia: Carol al III-lea cel Bun (duce, 1504-1553)
- Saxonia, linia Albertină: Georg cel Bogat (duce din dinastia de Wettin, 1500-1539)
- Saxonia, linia Ernestină: Frederic al III-lea cel Înțelept (principe elector din dinastia de Wettin, 1486-1525; ulterior, mare maestru al Ordinului teutonic, 1498-1510)
- Scoția: Iacob al V-lea (rege din dinastia Stuart, 1513-1542)
- Sicilia: Ferdinand al II-lea Catolicul (rege din dinastia de Castilia, 1479-1516; anterior, rege al Castiliei, 1474-1479; totodată, rege al Spaniei, 1479-1516; ulterior, rege al Neapolelui, 1504-1516)
- Spania: Ferdinand al V-lea (rege, 1479-1516; anterior, rege al Castiliei 1474-1479; totodată, rege al Siciliei, 1479-1516; ulterior, rege al Neapolelui, 1504-1516) și Ioana cea Nebună (regină, 1504-1516)
- Spoleto: Franceschetto Cybo (duce, cca. 1503-1519)
- Statul papal: Leon al X-lea (papă, 1513-1521; anterior, senior de Florența, 1512-1513)
- Suedia: Sten Sture cel Tânăr (regent, 1512-1520)
- Transilvania: Ioan Zapolya (voievod, 1510-1526; ulterior, rege al Ungariei, 1526-1540)
- Țara Românească: Neagoe Basarab (domnitor, 1512-1521)
- Ungaria: Vladislav al II-lea Jagiello (rege din dinastia Jagiello, 1490-1516; totodată, rege al Cehiei, 1471-1516)
- Veneția: Leonardo Loredan (doge, 1501-1521)

## Africa
- Benin: Esigie (obba, 1504-1550)
- Buganda: Nakibinge (kabaka, 1494-1524)
- Califatul abbasid (Egipt): Muhammad al-Mutauakkil al III-lea ibn al-Mustamsik (calif din dinastia Abbasizilor, 1508/1509-1516/1517, 1517/1518)
- Congo: Afonso I (Mbemba a Mzinga) (mani kongo, 1509-1540)
- Ethiopia: Lebna Dengel (David al II-lea) (împărat, 1508-1540)
- Hafsizii: Abu Abdallah Muhammad al V-lea al-Mutauakkil ibn al-Hassan ibn Masud ibn Usman (calif din dinastia Hafsizilor, 1494-1526)
- Imerina: Rafohy (regină, cca. 1500-cca. 1520)
- Kanem-Bornu: Idris al II-lea Katagarmabe (sultan, cca. 1507-cca. 1529)
- Mamelucii: al-Așraf Kansuh al-Ghauri (sultan din dinastia Burdjizior, 1501-1516)
- Munhumutapa: Chikuyo Chisamarengu (Kakuyo Komunyaka) (rege din dinastia Munhumutapa, cca. 1494-cca. 1530)
- Rwanda: Cyilima I Rugwe (rege, cca. 1506-cca. 1528)
- Sennar: Amara I Dunkas ibn Aldan (sultan, 1504-cca. 1534)
- Songhay: Muhammad I Ture (rege din dinastia Askia, 1493-1528)

## Asia

### Orientul Apropiat
- Iran: Ismail I (șah din dinastia Safavidă, 1502-1524)
- Imperiul otoman: Selim I cel Aspru (sultan din dinastia Osmană, 1512-1520)
- Mamelucii: al-Așraf Kansuh al-Ghauri (sultan din dinastia Burdjizior, 1501-1516)

### Orientul Îndepărtat
- Bengal: Sayyid Ala ad-Din Hussain Șah ibn Said Așraf (sultan din casa lui Hussain Șah, 1493-1519)
- Birmania, statul Arakan: Minyaza (rege din dinastia de Mrohaung, 1501-1523)
- Birmania, statul Ava: Șwenankyawșin (rege, 1502-1527)
- Birmania, statul Mon: Binnya Ran al II-lea (rege, 1492-1526)
- Cambodgea: Neai-khan (uzurpator, 1508-1526) și Chau Ponhea Chan Reachea (rege, ?-?) (?)
- China: Wuzong (Zhu Houzhao) (împărat din dinastia Ming, 1506-1521)
- Coreea, statul Choson: Chungjong (Yi Tu) (rege din dinastia Yi, 1506-1544)
- India, Bahmanizii: Șihab ad-Din Mahmud ibn Muhammad (III) (sultan, 1482-1518)
- India, statul Delhi: Nizam Han Sikandar ibn Bahlul (sultan din dinastia Lodi, 1489-1517)
- India, statul Gujarat: Muzaffar Șah al II-lea (Halil Han) ibn Mahmud (sultan, 1511-1526)
- India, statul Handeș: Adil Han al III-lea (sultan din dinastia Farukizilor, 1509-1529)
- India, statul Vijayanagar: Krișnadevaraya (rege din dinastia Tuluva, 1509-1529)
- Japonia: Go-Kașiuabara (împărat, 1501-1526) și Yoșitane (principe imperial din familia Așikaga, 1490-1493, 1508-1521)
- Kashmir: Muhammad ibn Hassan (sultan din casa lui Șah Mir, 1489-1490, 1498-1499, 1500-1526, 1529-1533)
- Laos, statul Lan Xang: Thao Lu Phe Sai (Visun) (rege, 1501-1520)
- Mongolii: Dayan hagan (Batu Mongke) (han, 1470-1543)
- Nepal (Benepa): Suvarnamalla (rege din dinastia Malla, ?-?) (?)
- Nepal (Bhadgaon): Rayamalla (rege din dinastia Malla, cca. 1480-cca. 1519)
- Nepal (Kathmandu): Amaramalla (rege din dinastia Malla, ?-?) (?) și Suryamalla (rege din dinastia Malla, ?-?) (?)
- Sri Lanka, statul Jaffna: Singai Pararajesekaran al VI-lea (rege, 1478-1519)
- Sri Lanka, statul Kotte: Vijayabahu al VI-lea (Sri Rajasimha) (rege, 1513-1521/1529)
- Thailanda, statul Ayutthaya: Ramathibodi al II-lea (rege, 1491-1529)
- Tibet: bLo-bzang Don-grub (panchen lama, 1505-1536)
- Tibet: dGe-'dun rgya-mtsho (dalai lama, 1474/1476-1540)
- Vietnam, statul Dai Viet: Le Tuong Duc De (Gian-tu cong) (rege din dinastia Le târzie, 1509/1510-1516)

## America
- Aztecii: Moctezuma al II-lea Xocoyotzin (conducător, 1503-1520)
- Incașii: Huayna Capac (Wayna Qhapac) (conducător, 1493-1525)